# Julien Fournié
École de la Chambre Syndicale de la Couture Parisienne
Julien Fournié (19 de abril de 1975) es un diseñador de alta costura francés que fue el último Director Artístico de la casa de alta costura parisina Torrente. En 2008, fue nombrado director creativo de moda femenina, masculina y accesorios en Ramosport.
Fundó la empresa de lujo francesa que lleva su nombre en 2009. Recibe la denominación de "alta costura" del Ministerio de Industria francés desde entonces, Enero de 2017, Fournié es “miembro permanente” del Sindicato de Alta Costura.

## Biografía
Julien tiene madre castellana y padre francés, la moda es un atavismo por Julien Fournié: de sus abuelos curtidores, tiene el gusto por las materias nobles, otra abuela corsetera le transmite la exigencia del trabajo bien hecho, su padre por fin, óptico, le da el gusto por las formas nuevas en los accesorios.  Desde los tres años, el juguete favorito de Julien era el crayón; su pasatiempo favorito: dibujar. La escuela y la práctica regular del piano le dan disciplina. 
Después de su bachillerato, continuó sus estudios de medicina. Hizo dos años de clases preparatorias y se licenció en biología. Luego optó por estudiar moda y continuó sus estudios en la École de la Chambre Syndicale de la Couture Parisienne. Se graduó en el año 2000. El día de su graduación, Paris Fashion 2000 le otorgó el Premio Moët & Chandon a los mejores accesorios. Durante estos tres años de estudios realizó numerosas prácticas en prestigiosas empresas. Tras una primera experiencia en Nina Ricci , pasó a los accesorios en Dior, donde trabajó en accesorios con Jean Mouclier y luego a Givenchy Haute Couture. 
Comenzó una nueva pasantía en Céline cuando Jean Paul Gaultier lo contrató como “asistente de estilista de alta costura”. Se le encargó la investigación de materiales y el diseño de bordados para la colección Otoño/Invierno 2001/2002. También colaboró en el vestuario para una gira de Madonna. A finales de 2001, se unió al estudio de Claude Montana como "estilista de prêt-à-porter y accesorios". Allí, desarrolló colecciones de bolsos, bufandas, maletas y joyería.
A finales del verano de 2003, a los 28 años, Torrente lo contrató como director de estilo para sus colecciones de prêt-à-porter. A principios de septiembre, incluso antes de que se celebrara su primer desfile para Torrente, el comité de dirección votó para nombrarlo director creativo. Desde entonces, ha asumido las funciones de Madame Rose Torrente-Mett. Tras asesorar a varias marcas de prêt-à-porter en Asia, y en particular en Corea del Sur, así como en el sector de los accesorios en Francia (Charles Jourdan), a principios de 2008 fue nombrado director creativo de otra casa francesa, Ramosport, una marca parisina especializada en "casual chic" para ropa de mujer y hombre. Cuando Ramosport fue adquirida por el Grupo Georges Rech en septiembre de 2008, Fournié decidió que era el momento de crear su propia marca, con su propio nombre.
Gracias a uno de sus vestidos pintados a mano, fue galardonado con el Gran Premio de la Creación de la Ciudad de París en 2010.  En enero de 2011, con motivo de su primera participación en la Semana de la Moda de París como "miembro invitado", creó el evento contratando a un elenco de modelos completamente negras para presentar su colección titulada "Premières Couleurs" / "Primeros Colores".  De igual manera, su desfile parisino de primavera/verano 2013 creó el evento presentando a una modelo embarazada con un ajustado vestido blanco y negro, sosteniendo sus zapatos de tacón alto.
Su desfile, celebrado durante la "Semana de la Alta Costura Francesa 2012" en Singapur, atrajo involuntariamente la atención de los medios debido a la caída de una de las modelos, que lucía un vestido de abertura alta con una larga cola y altísimos tacones de aguja. También hubo modelos que se cayeron durante sus desfiles de Primavera/Verano 2013  y Otoño/Invierno 2014, durante los cuales una modelo tropezó varias veces con su vestido al final del desfile.
En enero de 2011, la Chambre Syndicale de la Haute Couture, el organismo rector de la industria de la moda francesa, otorgó a Fournié el estatus de miembro invitado, lo que permitió a su empresa participar en la semana de la moda de Alta Costura de París. En enero de 2017, Fournié obtuvo el estatus oficial completo como marca de Alta Costura, que es una marca protegida en Francia, que solo 14 casas en todo el mundo pueden usar legalmente.

## Videos
- Desfile 1 Julien Fournié Première Initiation primavera 2015, Vimeo
- Desfile 2 Julien Fournié Première Pulsion otono 2014, Youtube
- Desfile 3 Julien Fournié Premier Frisson primavera 2014, YouTube
- Desfile 4 Julien Fournié Premières Chimères otono 2013, Youtube